# 아들 (2007년 영화)
《아들》은 2007년에 개봉한 대한민국의 영화이다.

## 캐스팅
- 차승원 - 이강식 / 아버지 역
- 류덕환 - 차헌도 / 이준석 역
- 김지영 - 노모 할머니 역
- 이상훈 - 박,선생님 역
- 이문수 - 교도소장 역
- 이한위 - 신부님 역
- 장재석 - 수감자 역
- 공호석 - 수감자 역
- 이철민 - 수감자 역
- 김학규 - 수감자 역
- 배성일 - 수감자 역
- 진원 - 진짜 이준석 역
- 김윤혜 - 미미 역
- 서우 - 여일 역
- 장영남 - 교정청 간부 역
- 정재영 - 아빠 기러기 목소리 역
- 윤유선 - 엄마기러기 목소리 역
- 공효진 - 딸기러기 목소리 역
- 신하균 - 삼촌기러기 목소리 역
- 유해진 - 옆집 아저씨 목소리 역